# Abu l-Ghazi Khan II
Abu l-Ghazi II fou kan de Khivà, nomenat pels rebels vers finals del 1742 o el 1743 després d'enderrocar a Abu l-Muhammad Khan.
El general persa Ali Kuli va passar a l'ofensiva el 1745, va derrotar els turcmans yomuts, principal suport del kan, en una batalla prop d'Urgendj, i els va rebutjar cap al mont Blakhan. Després va regular el país en el qual potser va passar un cert temps, nomenant finalment, abans de retornar, a Ghaip Khan (Kaip Khan) fill de Batir Khan o Batyr Khan, kan de part de l'Horda Petita Kazakh, enemic de Nurali Khan i que tenia el suport dels karakalpaks. Batyr va disputar el poder a l'Horda Petita dels Kazakhs del 1748 fins al 1785, encara que segurament abans ja era kan dels karakalpaks mentre el seu fill havia estat enviat ja abans (vers el 1745 o 1746) a governar Khiva.

## Nota
1. ↑  com que el seu pare Ghaip o Kaip Khan havia mort el 1718 i el seu fill ja havia de tenir uns 20 anys el 1745, el 1785 tenia uns 80 anys i el 1748 uns 40 anys